# کیوان کاشانی
کیوان کاشانی از شاعران پارسی‌گوی قرن سیزدهم هجری است.

## زندگی
میرزا مهدی طبیب متخلص به کیوان، از شاعران اهل کاشان است. وی در قرن سیزدهم می زیسته و در ۲۷ محرم ۱۲۹۴ق در قید حیات نبوده است.

## آثار
دیوان شعر وی با نام انیس‌الذاکرین در سال ۱۲۹۸ق به چاپ سنگی رسید. محتوای اشعار وی در مدح و ستایش و رثای پیامبر اسلام و عترت او و وقایع کربلا می‌باشد.
همچنین این دیوان در سال ۱۳۸۴ش به تصحیح و مقدّمهٔ افشین عاطفی به چاپ رسیده است.

## نمونهٔ شعر
ابیاتی از چهارده بند کیوان در مراثی امام حسین علیه السلام
| ای دل بیا که موسم اندوه و ماتم است  |  | خون گریه کن که دیدهٔ افلاک پر نم است    |
| از آه سینه‌سوز برافروز اخگری         |  | آتش فکن به عالم و آن کو به عالم است    |
| از آب چشم آتش جان گر کنی خموش       |  | خاک بقا به باد فنا گر دهی کم است       |
| بنگر چه روی داده که از چشم مرد و زن |  | خون جگر روانه و دلها پر از غم است      |
| برگو که روزگار چه طرحی ز نو فکند    |  | زآن غم چه شد که قامت گردون چنین خم است |